# Passeggero per Francoforte
Passeggero per Francoforte è un romanzo spionistico scritta da Agatha Christie, pubblicato per la prima volta nel 1970.

## Trama
L'annoiato diplomatico inglese Sir Stafford Nye è in aeroporto attendendo il volo che lo riporterà in Inghilterra. Viene avvicinato da una donna che gli chiede di prendere la sua identità. Incuriosito, il diplomatico accetta. Si troverà catapultato in un'avventura che lo porterà in giro per il mondo, cercando di sconvolgere i piani di chi vuole soggiogare il mondo al proprio potere.

## Personaggi
- Sir Stafford Nye, diplomatico inglese
- Contessa Renata Zerkowski o Daphne Theodofanous o Mary Ann, spia
- Henry Horsham, colonnello del Servizio Segreto
- Robinson, finanziere
- Colonnello Pikeaway, membro dei Servizi Segreti
- Lady Matilda Cleckheaton, prozia di Nye
- Lord Altamount, rappresentante dell'Inghilterra
- Sir James Kleek, braccio destro di Lord Altamount
- Charlotte von Waldsausen, una balena umana
- Franz Joseph, il nuovo Sigfrido

## Curiosità
- All'inizio del libro c'è una citazione del grande statista sudafricano Jan Smuts:

## Edizioni italiane
- Passeggero per Francoforte, traduzione di Laura Grimaldi, Collana Segretissimo Superspia n.379, Milano, Mondadori, 1971.
- Passeggero per Francoforte, trad. riveduta di Laura Grimaldi; prefazione di Alex R. Falzon, Collana Oscar n.1770 (Oscar dei Gialli n.126), Milano, Arnoldo Mondadori Editore, 1984,  p. 252, ISBN 978-88-042-4789-0. - Collana Oscar Narrativa, Mondadori, 1995, ISBN 978-88-043-9734-2; Edizione illustrata e annotata, Presentazione e cura di Gianni Rizzoni, Collezione Agatha Christie, Milano, Mondolibri, 1999; Collana Oscar Scrittori Moderni n.1474, Mondadori, 2002, ISBN 978-88-045-0755-0; Collana Oscar Gialli, Mondadori, 2018, ISBN 978-88-047-0086-9.